# Вила Санта Лучия
Вѝла Са̀нта Лучѝя (на италиански: Villa Santa Lucia) е малко градче и община в Централна Италия, провинция Фрозиноне, регион Лацио. Разположено е на 393 m надморска височина. Населението на общината е 2696 души (към 2010 г.).